# The Narrow Valley
The Narrow Valley er en britisk stumfilm fra 1921 af Cecil Hepworth.

## Medvirkende
- Alma Taylor som Victoria
- George Dewhurst somJerry Hawkins
- James Carew somEli Jones
- Hugh Clifton somRichard Jones
- Gwynne Herbert somUrsula Jones
- Lottie Blackford som Miss Pine